# New Trier
New Trier és una població dels Estats Units a l'estat de Minnesota. Segons el cens del 2000 tenia 116 habitants.

## Demografia
Segons el cens del 2000, New Trier tenia 116 habitants, 31 habitatges, i 27 famílies. La densitat de població era de 223,9 habitants per km².
Dels 31 habitatges en un 54,8% hi vivien nens de menys de 18 anys, en un 77,4% hi vivien parelles casades, en un 6,5% dones solteres, i en un 12,9% no eren unitats familiars. En el 3,2% dels habitatges hi vivien persones soles el 3,2% de les quals corresponia a persones de 65 anys o més que vivien soles. El nombre mitjà de persones vivint en cada habitatge era de 3,68 i el nombre mitjà de persones que vivien en cada família era de 3,89.
Per edats la població es repartia de la següent manera: un 38,8% tenia menys de 18 anys, un 6,9% entre 18 i 24, un 33,6% entre 25 i 44, un 15,5% de 45 a 60 i un 5,2% 65 anys o més.
L'edat mediana era de 31 anys. Per cada 100 dones de 18 o més anys hi havia 97,2 homes.
La renda mediana per habitatge era de 59.583 $ i la renda mediana per família de 71.875 $. Els homes tenien una renda mediana de 31.875 $ mentre que les dones 30.179 $. La renda per capita de la població era de 18.427 $. Cap de les famílies i el 2,5% de la població estaven per davall del llindar de pobresa.

## Poblacions més properes
El següent diagrama mostra les poblacions més properes.